# Kleine Ida's bloempjes

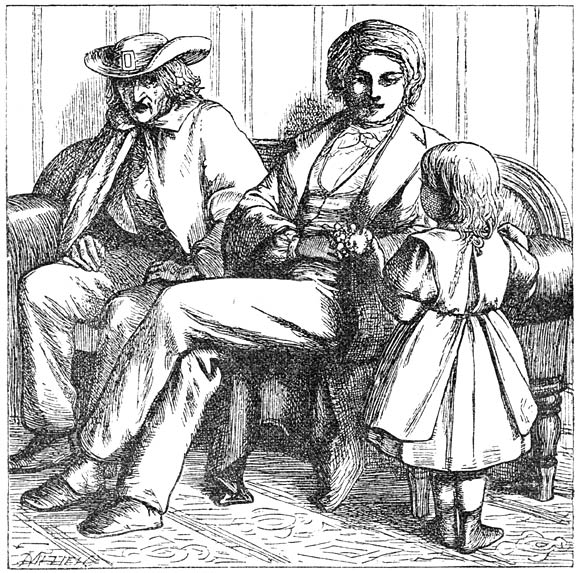
Kleine Ida's bloempjes

Kleine Ida's bloempjes is een sprookje van Hans Christian Andersen, het verscheen in 1835.

## Het verhaal
Kleine Ida wil van de student weten waarom haar bloempjes er zo slap bijhangen, de vorige avond waren ze nog vers. De student vertelt dat bloemen 's nachts gaan dansen bij het kasteel waar de koning elke zomer woont. Het bal vindt plaats bij de vijver waar Ida altijd de zwanen voert. Ida zegt dan dat de bloemen daar de vorige dag helemaal niet waren. De student legt uit dat ze in het kasteel waren, waar de koning en zijn hofhouding ook zijn. De student zegt dat Ida de bloemen in de tuin van de professor in plantkunde moet vertellen over het bal. De griffier zegt dat de student niet zulke domme dingen moet zeggen tegen Ida. Ida haalt haar pop Sofie uit de la en maakt plaats voor de zieke bloemetjes.

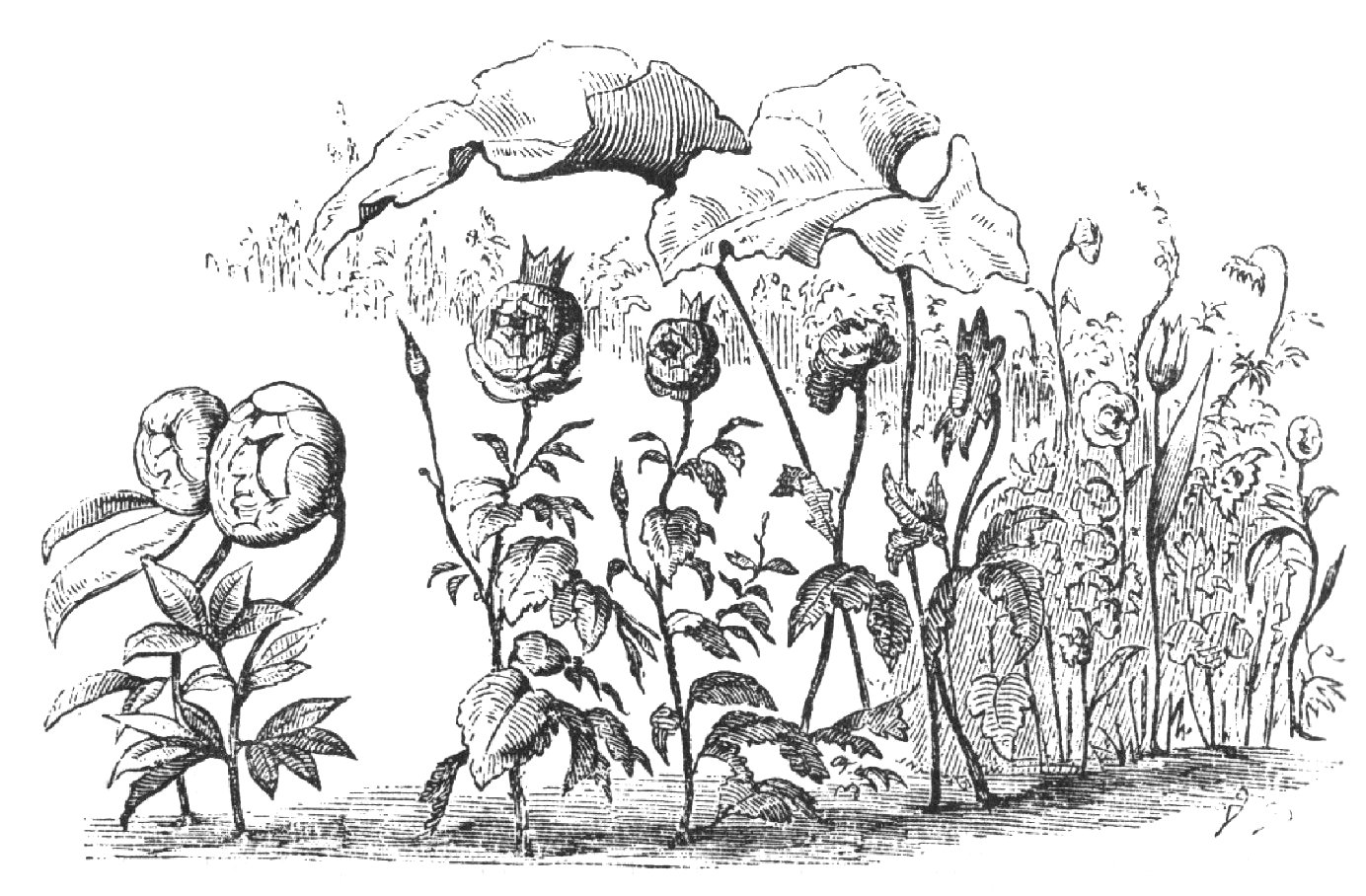
Illustratie door Vilhelm Petersen

Ida kijkt 's nachts in de door maanlicht verlichte kamer en ziet de tulpen en hyacinten dansen op de vloer. Een lelie speelt piano, het is juffrouw Line. Een blauwe krokus haalt de zieke bloemetjes uit de la en het oude wierookmannetje buigt voor hen. De paraplu danst een mazurka en het wierookmannetje vraagt Sofie ten dans. Ze weigert, maar voelt zich even later buitengesloten. Met een plof laat ze zich in de la vallen, waarna ze de aandacht van alle bloemetjes heeft. Ze dansen samen in het maanlicht en Sofie zegt dat ze haar bedje wel houden mogen. Maar de bloemen vertellen dat ze de volgende dag dood zullen zijn en Sofie moet Ida vertellen dat ze begraven moeten worden in de tuin. Het volgende jaar zullen ze nog mooier zijn en er komen rozen, muurbloemen en anjers binnen. Papaverbollen en pioenen blazen op erwtendoppen en blauwe grasklokjes en witte sneeuwklokjes klingelen. Er komen nog meer bloemen en aan het eind kusten ze elkaar en wenst iedereen elkaar een goede nacht.
Ida gaat terug naar bed en de volgende ochtend ziet ze de verdorde bloemetjes. Ida schudt aan Sofie, maar de pop zegt niks. Ida stopt de bloemetjes in een doos en de neefjes uit Noorwegen moeten deze begraven in de tuin. Jonas en Adolf hebben een boog van hun vader gekregen en lopen voorop. Kleine Ida draagt de doos en Adolf en Jonas schieten met pijl-en-boog over het graf, want ze hebben geen geweren of kanonnen.